# Đồ thị có hướng

Một đồ thị có hướng đơn giản

Trong toán học, và cụ thể hơn trong lý thuyết đồ thị, đồ thị có hướng (tiếng Anh: directed graph hay digraph) là một đồ thị được tạo thành từ tập hợp các đỉnh được nối bởi các cạnh, trong đó các cạnh có hướng liên kết với chúng.

## Định nghĩa
Trong thuật ngữ chính thức, đồ thị có hướng là một cặp có thứ tự G = (V, A) trong đó
- V là một tập hợp có các phần tử được gọi là đỉnh (vertices), nút (nodes), hoặc điểm (points);
- A là một tập hợp các cặp được sắp của đĩnh, được gọi là mũi tên (arrows), cạnh có hướng (directed edges), (hay đôi khi chỉ đơn giản là cạnh (edges) với tập hợp tương ứng có tên E thay vì A), cung có hướng (directed arcs), hay đường có hướng (directed lines).